# Ruslan Əmircanov
Ruslan Ramiz oğlu Əmircanov (Yevlax, 1º febbraio 1985) è un ex calciatore azero, di ruolo difensore o centrocampista.

## Caratteristiche tecniche
È un terzino destro che può essere schierato anche come esterno di centrocampo.